# Општа теорија релативности
Општа релативност или општа теорија релативности (ОТР) је геометријска теорија гравитације коју је Алберт Ајнштајн објавио у чланку Основе опште теорије релативности, 1915. године у Annalen der Physik. Теорија представља релативистичко поопштење специјалне релативности и Њутнове теорије гравитације. Она пружа уједињени опис гравитације као геометријског својства простора и времена, или простор-времена. Специфично, закривљеност простор-времена је директно повезана са енергијом и моментом независно од тога која материја и радијација су присутне. Однос је специфициран у Ајнштајновим једначинама поља, систему парцијалних диференцијалних једначина.
Нека од предвиђања опште релативности се знатно разликују од класично физичких ставова, посебно у погледу протока времена, геометрије простора, кретања тела при слободном паду, и простирања светлости. Примери тих разлика обухватају гравитациону дилатацију времена, гравитациона сочива, Гравитациони црвени помак светлости, и гравитационо временско кашњење. Предвиђања теорије опште релативности су до сад била потврђена у свим опажањима и експериментима. Мада општа релативност није једина релативистичка теорија гравитације, она је најједноставнија теорија која је конзистентна са експерименталним подацима. Међутим, питања без одговора остају, најфундаменталније од којих је усаглашавање опште релативности са законима квантне физике којим би се произвела комплетна и усаглашена теорија квантне гравитације.
Ајнштајнова теорија има важне астрофизичке импликације. На пример, из ње проистиче могућност постојања црних рупа — просторних региона у којима су простор и време закривљени на такав начин да ништа, чак ни светлост, не може да побегне — као крајњег стадијума масивних звезда. Постоји обиље доказа да је интензивна радијација коју емитују поједине врсте астрономских објеката узрокована црним рупама; на пример, микроквазари и активна галактика језгра су резултат присуства звезданих црних рупа и црних рупа далеко масивнијег типа. Савијање светлости дејством гравитације може да доведе до феномена гравитационог сочива, услед којег су вишеструке слике истог удаљеног астрономског објекта видљиве на небу. Општа релативност такође предвиђа постојање гравитационих таласа, који су индиректно уочени; директна мерења су циљ пројеката као што су ЛИГО (енгл. Laser Interferometer Gravitational-Wave Observatory) и НАСА/ЕСА (енгл. Laser Interferometer Space Antenna) и разних низова за пулсарске временске прорачуне. Поред тога, општа релативност је основа данашњих космолошких модела конзистентно експандирајућег свемира.

## Постулати и структура теорије
За разлику од класичног, Њутновог описа гравитације као силе која се јавља међу масивним телима на позадини апсолутног простор-времена, у ОТР улогу гравитације узима само простор-време. Њега сада описујемо помоћу метричког тензора ({\displaystyle g_{\mu \nu }}) који је решење Ајнштајнових једначина:
{\displaystyle R_{\mu \nu }-{\frac {1}{2}}\,R\,g_{\mu \nu }={\frac {8\pi G}{c^{2}}}\,T_{\mu \nu }}
где је {\displaystyle R_{\mu \nu }} Ричијев тензор, {\displaystyle R} Ричијев скалар, а {\displaystyle T_{\mu \nu }} тензор енергије-импулса. Константе у једначини су {\displaystyle c}, брзина светлости и {\displaystyle G}, гравитацијска константа. Утицај гравитације на честице дефинисан је закривљеношћу простор-времена (тј. његовом геометријом) коју дефинишу масе и сва физичка поља (осим гравитационог).